# Mopsea flabellum
Mopsea flabellum är en korallart som först beskrevs av Wright och Studer 1889.  Mopsea flabellum ingår i släktet Mopsea och familjen Isididae. Inga underarter finns listade i Catalogue of Life.